# 1504年3月1日月食

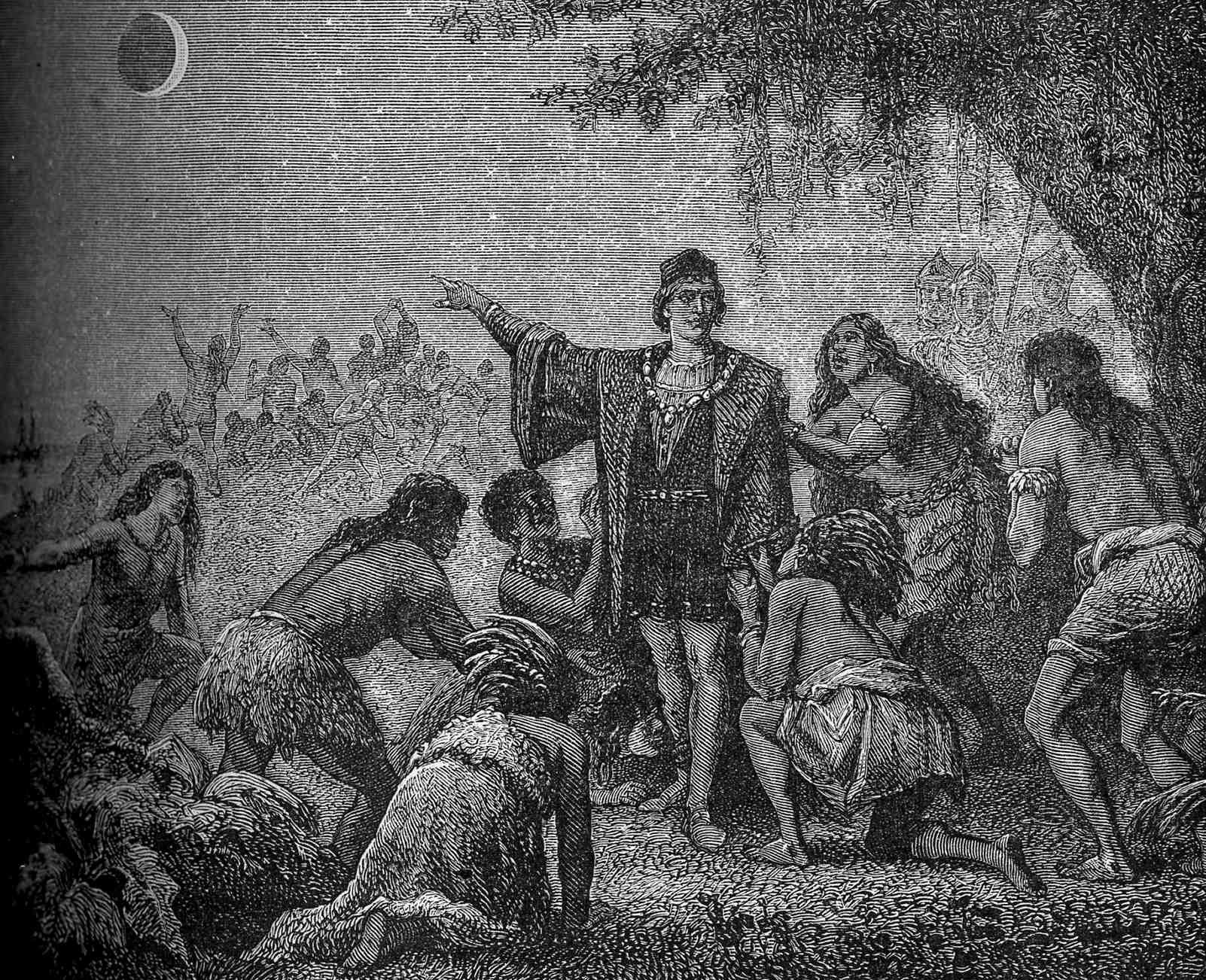
哥倫布向原住民預測月食。

1504年3月1日發生了一次月食（從美洲觀察到是發生於2月29日夜晚），為月全食。
克里斯托弗·哥伦布利用德國天文學家約翰·繆勒製作的星曆表成功預測了此次月食，以此威脅牙买加土著居民，迫使其繼續為他和飢餓的船員供應補給。

## 經過
1503年6月30日，克里斯托弗·哥伦布的最後兩艘卡拉維爾帆船靠岸時在牙买加擱淺。島上的原住民迎接了哥倫布和所有船員，並為他們提供食品。但由於有水手欺詐原住民，盜竊了他們的物品，6個月後，原住民停止供應食品。

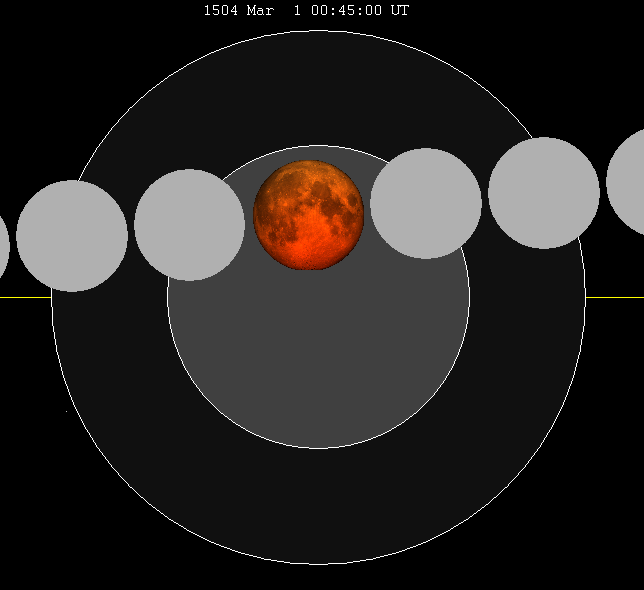
這次月食中，月球自西向東穿過地球本影的北半部分。

哥倫布在船上帶了一本塞法迪猶太人天文學家亞伯拉罕·佐托古編撰的1475–1506年天文年鑑。在翻閱年鑑時，他注意到了這次即將發生的月食，並想到藉此扭轉不利局勢。月食當晚，哥倫布約見了卡西克（當地土著對部落首領的稱呼），告訴他神對當地人招待哥倫布和船員時的怠慢極為憤怒。哥倫布聲稱，他的神會使月亮「憤怒地發紅」，以表達不滿。
月食如期發生，月亮也變紅了。原住民見到後又震驚又恐懼。哥倫布的兒子斐迪南寫道：
|  | （那些人）從四面八方趕到船上，悲傷而哀嚎著，帶著食品和各類供給，懇求上將為他們向神盡可能地說情，不要將怒火發泄在他們頭上⋯⋯ |

哥倫布走進船艙去假裝「祈禱」，實則在用沙漏計時，當長達48分鐘的全食階段快結束時，他告訴驚魂未定的原住民，神即將原諒他們。不久後，月球開始走出地球陰影，露出了亮光，哥倫布對他們說，神已經寬恕了他們。

## 計算經度
古希腊天文學家喜帕恰斯曾提出用月食來確定某地的經度，哥倫布可能是第一個將此付諸實踐的人。月食發生時，半個地球的範圍內都能在同時看到，而由於各地所屬時區不同，月食發生時的當地時間就會有差異。當地時間是由太陽升起、上中天以及落入地平線的時刻決定的。曆書中預測了某一特定地點的月食發生時間，而這次月食會在另一地點同時發生，只需測得月食發生時的當地時間，根據兩個時間的差值就可以求出兩地的經度差，經度每相差15°，時間就相差1小時。
哥倫布無法精確計算向西航行了多遠。他在伊斯帕尼奥拉岛（今天的多明尼加部分）觀測了1494年9月15日的月食，又在牙買加觀測了這一次1504年2月29日的月食。觀測了後一次月食後，他在日誌中寫道——「在去中國的路上」，牙買加比西班牙加的斯晚7小時15分鐘。但事實上，他在牙買加所處的經度只比加的斯晚4小時44分鐘。哥倫布的計算出現近2個半小時誤差的原因現在尚無定論，D.W.奧爾森（D.W. Olson）給出了一種解釋：
哥倫布可能使用了約翰·繆勒編撰的日曆，這部曆書給出了纽伦堡的食甚（月食全過程的中點）時間，而哥倫布誤以為是初虧（偏食部分開始）的時間。倘若如此，這2個半小時的誤差就可以解釋了。可以想象，這一錯誤數據使哥倫布堅信他已到達中國，而未意識到他發現了一塊未知的大陸。

## 可見範圍

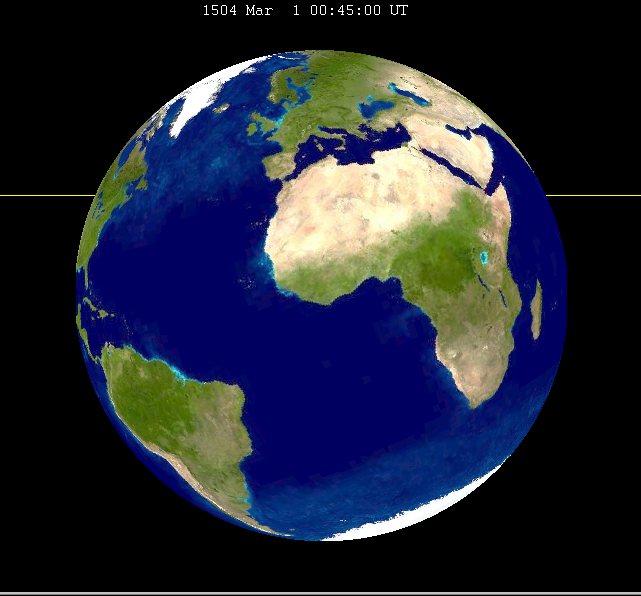
月食發生時地球面對月球的部分。

北美洲大部和整個南美洲能在2月29日日落後看到這次月食，而欧洲、非洲、西亚则在3月1日凌晨看到。

## 相關文藝作品
1889年，马克·吐温在小說《康州美國佬在亞瑟王朝》中改編了哥倫布利用月食獲救的故事。在這部小說中，19世紀的哈特福居民漢克·摩根（Hank Morgan）被撬棍打破腦袋後，昏昏沉沉中回到了亚瑟王統治下中世紀早期的英格蘭。當漢克被綁在樁上，即將被燒死時，他知道即將發生日食，於是假裝施魔法製造了日食，從而救回一命。
波兰作家博莱斯瓦夫·普鲁斯在1894至1895年間寫的小說《法老》也將哥倫布的故事改編成日食版本。
系列漫畫《丁丁歷險記》中的《太陽的囚徒》也有類似的情節。

## 外部連結
- Lunar eclipes 1501-1600（页面存档备份，存于）（1501-1600年間的月食）
- Lunar saros 105（页面存档备份，存于）（月食沙羅周期105號）
- Science News: The Eclipse That Saved Columbus, By Ivars Peterson （页面存档备份，存于）
- Space.com: How a Lunar Eclipse Saved Columbus, By Joe Rao, 08 February 2008（页面存档备份，存于）
- starryskies.com: Christopher Columbus and the Lunar Eclipse
- www.wordinfo.info Christopher Columbus Survived by Using a Lunar Eclipse Trick（页面存档备份，存于）